# 森本梢子
森本 梢子（もりもと こずえこ、2月27日 - ）は、日本の漫画家。熊本県熊本市出身。真和高等学校、佐賀大学教育学部卒業。血液型O型。女性。
1985年、『YOU増刊 VIVID YOU』（集英社）掲載の『抱き寄せてプロポーズ』でデビュー。以後、『YOU』などで執筆。代表作に『研修医なな子』、『ごくせん』など。2007年6月、『週刊少年ジャンプ』において読み切り作品『必殺動物部』を掲載、初の少年誌での掲載となる。

## 作品リスト

### 書籍
- 研修医なな子（『オフィスユー』、創美社、全7巻） - テレビドラマ化
- ごくせん（『YOU』、集英社、全15巻） - テレビドラマ化、テレビアニメ化、映画化
- デカワンコ（『YOU』、集英社、既刊12巻） - テレビドラマ化
- 必殺動物部（『週刊少年ジャンプ』、集英社）
- わたしがママよ（『YOU』、集英社、全5巻）
- ミステリー・ママ（『YOU』、集英社）
- おとなりの家庭事情（『YOU』、集英社）
- ママときどき子ども（『YOU』、集英社）
- こちらレディー・ママ（『YOU』、集英社）
- アシガール（『ココハナ』、集英社、全16巻） - テレビドラマ化
- 高台家の人々（『YOU』、集英社、全6巻） - 映画化、WEB配信ドラマ化
- じゃのめのめ（『ココハナ』2022年4月号[2] - 2023年2月号[3]、集英社、既刊1巻）※休載中[3]
- たまのこしいれ〜アシガールシーズン2〜